# Lou Costello

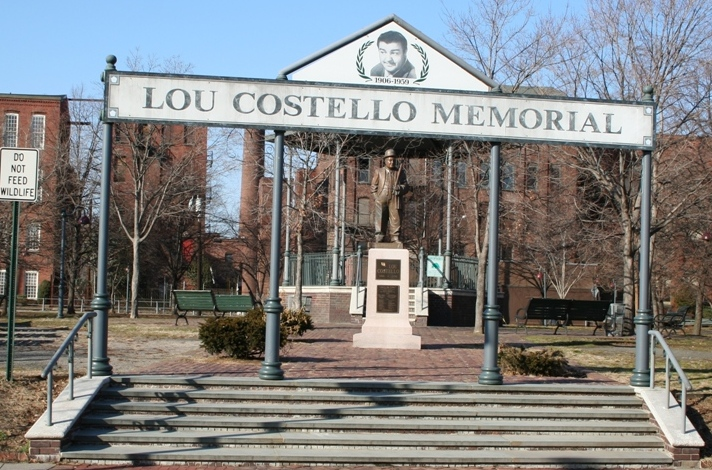
Parque Monumento Lou Costello, en Paterson (Nueva Jersey), su ciudad de nacimiento.

Louis Francis Cristillo (Paterson, Nueva Jersey, 6 de marzo de 1906-Los Ángeles, California, 3 de marzo de 1959), conocido simplemente como Lou Costello, fue un reconocido humorista estadounidense. Formó el popular dúo cómico Abbott y Costello en la década de 1940 con Bud Abbott.

## Semblanza

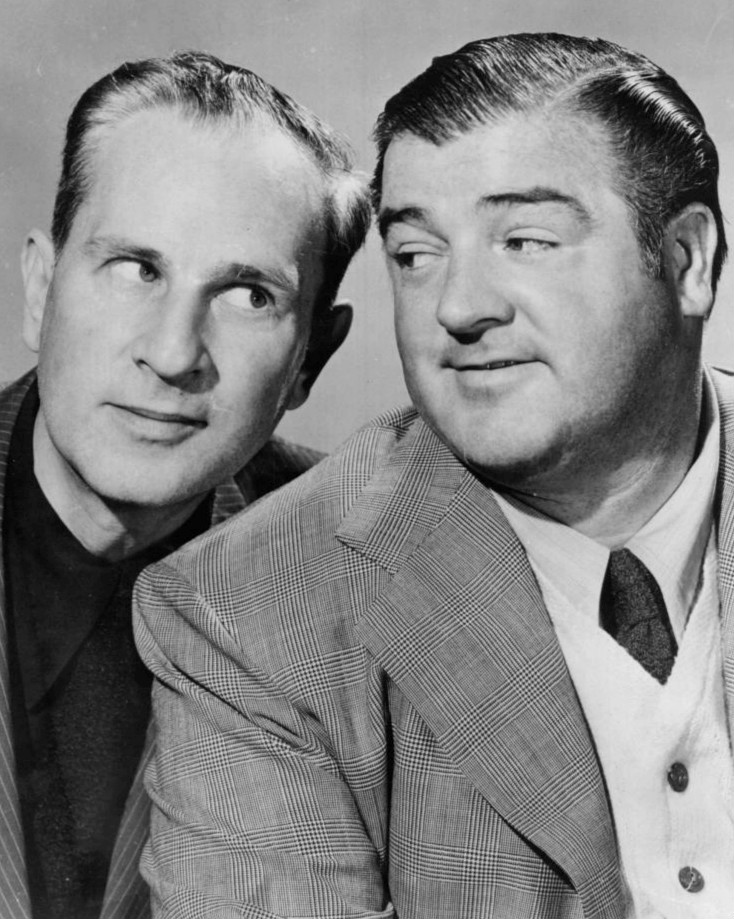
Bud Abbott y Lou Costello

Costello se trasladó a Hollywood a principios de los años treinta y tras desempeñar diferentes oficios fue contratado por la compañía Metro-Goldwyn-Mayer para trabajar como especialista, llegando a ser el doble de Tim McCoy.
Después de trabajar como doble en sesenta películas, Cristillo empezó a engordar, por lo que perdió el empleo en la Metro-Goldwyn-Mayer. Decidido a cambiar de rumbo, cambió su nombre por el de Lou Costello, iniciando su carrera como cómico en el music hall hasta encontrarse con Bud Abbott en 1936.
Formó junto a Bud Abbott el dúo cómico Abbott y Costello, una de las más famosas parejas de la comedia de Hollywood, donde él era el alma de dicha pareja interpretando a un gordito miedoso y algo ridículo que no cesaba en ser utilizado por su contrafigura. Tuvo una enorme popularidad en Estados Unidos y también en Latinoamérica. En España, aun gozando de gran éxito, nunca alcanzó los gustos mayoritarios del público. La peculiar dupla que conformara con Bud Abbott dio lugar a contrapartidas como la del dúo protagonizado posteriormente por Jerry Lewis (Joseph Levitch) y Dean Martin.
Tras su separación de Bud Abbott, inició su carrera en solitario demostrando aptitudes dramáticas; pero en esta nueva faceta solo pudo rodar un filme porque la muerte le sorprendió súbitamente el 3 de marzo de 1959, falleciendo por una crisis cardíaca pocos días después de finalizado el rodaje.
Años después, en 1967, William Hanna y Joseph Barbera produjeron una serie de dibujos animados basados en sus personajes, al estilo de como lo hicieron Stan Laurel y Oliver Hardy.

## Eponimia
- El asteroide (17024) Costello lleva este nombre en su memoria.[2]

## Filmografía
- 1940: One Night in the Tropics
- 1941 
  - Buck Privates
  - In the Navy
  - Agárrame ese fantasma (Hold that ghost)
  - Pájaros de cuenta (Keep ´em flying)
- 1942
  - Ride ´em cowboys
  - Río Rita
  - Pardon my sarong
  - Who Done It?
- 1943
  - It ain´t hay
  - Pistoleros sin pistola (Hit the ice)
- 1944
  - In society
  - Lost in a Harem
- 1945
  - Here come the Co-Eds
  - The naughty nineties
  - Abbott y Costello en Hollywood (Abbott & Costello in Hollywood)
- 1946
  - El pequeño fenómeno (Little Giant)
  - El fantasma huye (The time of their lives)
- 1947
  - Buck Privates Come Home
  - The wistful widow of wagon gap
- 1948
  - The noose hangs high
  - Abbott and Costello Meet Frankenstein
  - Sangre y harina (Mexican Hayride)
- 1949
  - Las minas del rey Salmonete (Africa screams)
  - Abbott y Costello contra el asesino (Abbott and Costello meet The Killer, Boris Karloff)
- 1950: Abbott y Costello en la legión extranjera (Abbott and Costello in the Foreign Legion)
- 1951
  - Abbott y Costello contra el hombre invisible (Abbott y Costello meet the invisible man)
  - El cazador cazado (Comin´ round the mountain)
- 1952
  - Jack y la habichuela gigante (Jack and the beanstalk)
  - Perdidos en Alaska (Lost in Alaska)
  - Abbott y Costello contra el capitán Kidd (Abbott and Costello meet Captain Kidd)
- 1953
  - Abbott y Costello contra el Doctor Jekyll y Mister Hyde (Abbott and Costello meet Dr. Jeckyll and Mr. Hyde)
  - Abbott y Costello van a Marte (Abbott and Costello go to Mars)
- 1955
  - Abbott y Costello contra la poli (Abbott and Costello meet the Keystone Kops)
  - Abbott y Costello contra la momia (Abbott and Costello meet the Mummy)
- 1956
  - Dance with me, Henry